# جزيرة مدية

Tidal island diagram

الجزيرة المدية: (بالإنجليزية: Tidal island)‏ هي الجزيرة التي يحيط بها الماء أثناء المد، وتكون متصلة بالبر الرئيسي عند أنحسار الماء أثناء الجزر. يوجد في بريطانيا 43 جزيرة مدية. ولكن أشهر تلك الجزر هي جبل القديس ميشيل في فرنسا.

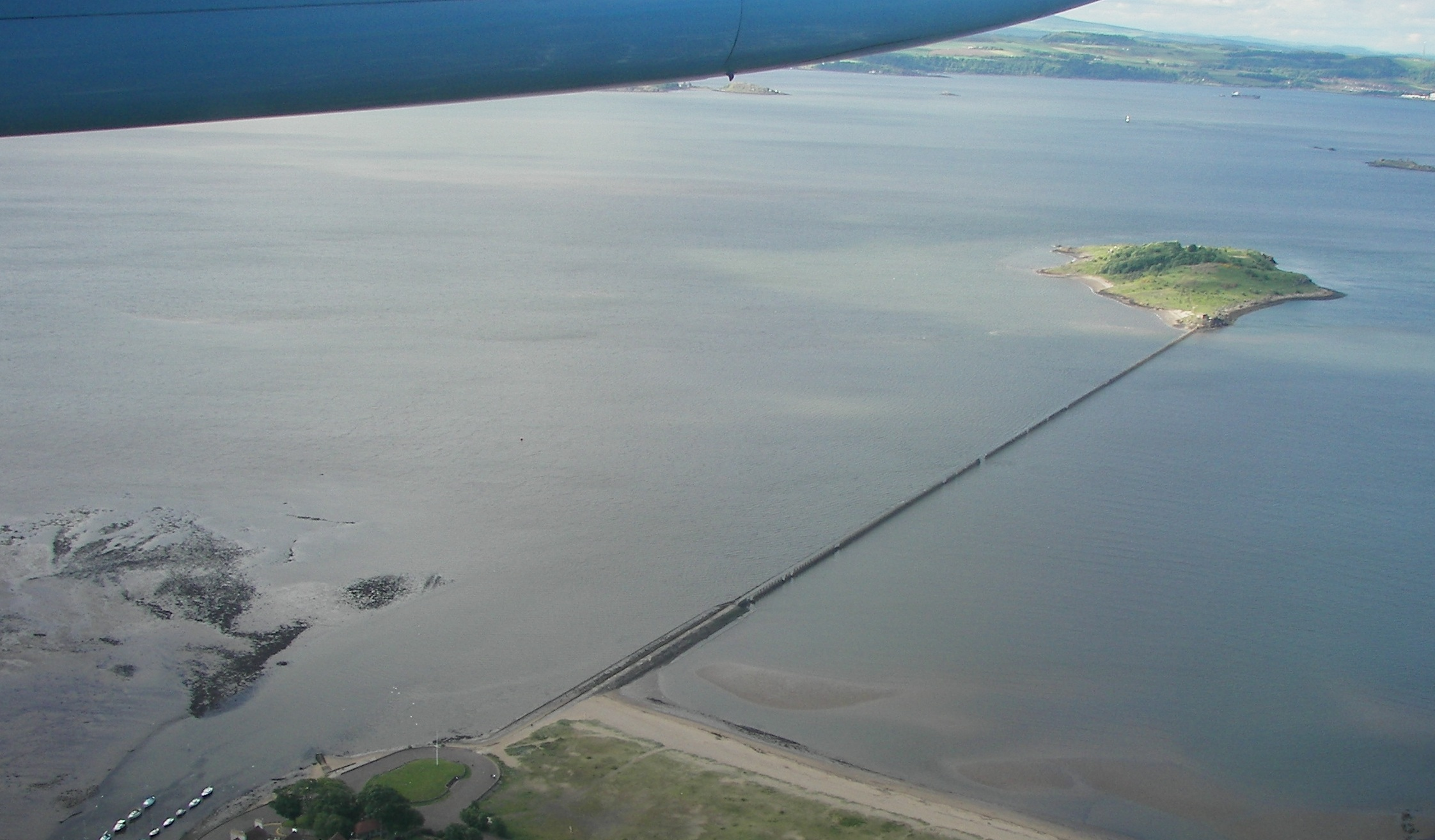
Cramond Island and causeway from air